# Prenk Bib Doda
Prenk Bib Doda (ur. 1859 w Oroshu, zm. 22 marca 1919) – albański polityk i wojskowy, w 1914 minister spraw zagranicznych w rządzie Turhana Paszy Përmetiego.

## Życiorys
Był synem Bib Dody, kierującego klanem Gjonmarkaj, najbardziej wpływowym wśród Mirdytów i Hidy z d. Ajazi. Kształcił się pod kierunkiem arbereskiego poety Leonardo de Martino. Za udział w powstaniu antytureckim rodzina Gjonmarkaj została skazana na zesłanie, gdzie w 1870 zmarł ojciec Prenka. Prenk Bib Doda spędził czternaście lat jako zakładnik na dworze sułtańskim w Stambule. W 1876 powrócił do Albanii i należał do organizatorów powstania antyosmańskiego w 1877. Ponownie uwięziony przez Turków w grudniu 1880 został internowany w Anatolii, a następnie w Libanie. Według Isy Blumiego, w czasie pobytu w Libanie prowadził rozmowy z przedstawicielami Austro-Węgier dotyczące przyszłej eksploatacji złóż w okręgu Mirdita. Uwolniony w 1908 po wybuchu rewolucji młodotureckiej powrócił do Oroshu. W 1911 był jednym z przywódców powstania antyosmańskiego. Wspólnie z Terencem Toçim tworzył tymczasowe władze albańskie w okręgu Mirdita.

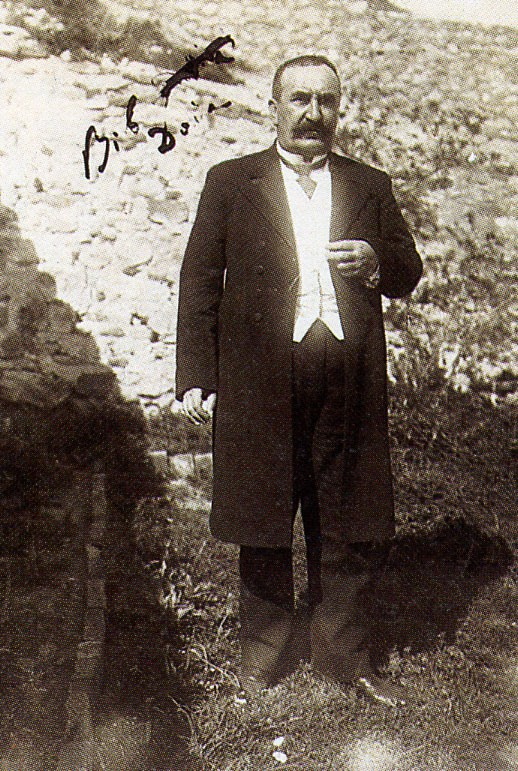
Prenk Bib Doda w 1914

Po powstaniu państwa albańskiego w 1914 książę Wilhelm von Wied zaprosił Prenka Bib Dodę, aby ten objął stanowisko ministra spraw zagranicznych i zapewnił poparcie katolickich plemion północy dla nowych władz. W czasie powstania muzułmanów przeciwko Wiedowi, Prenk wziął udział w bitwie o Shijak. 23 czerwca 1914 wpadł w zasadzkę i dostał się do niewoli. Wkrótce został uwolniony pod warunkiem złożenia przysięgi, że nie będzie dalej walczył przeciwko rebeliantom.
W 1918 na kongresie albańskich działaczy narodowych w Durrësie, Prenk Bib Doda został wybrany jego wiceprzewodniczącym. W tym czasie pozostawał w dobrych relacjach z brytyjskimi dyplomatami, czego nie akceptowali Włosi walczący o wpływy w Albanii. 22 marca udał się w podróż z Durrës do Shëngjinu wraz z brytyjskim dyplomatą Mortonem Edenem. W zasadzce, którą zorganizowała działająca na zlecenie Włochów banda Prenka Gjety Caku, Prenk Bib Doda zginął, a Brytyjczyk został ranny.
Imię Prenka Bib Dody nosi jedna z ulic w zachodniej części Tirany.